# タイ・ディヴィジョン1リーグ2013
タイ・ディヴィジョン1リーグ2013は、1997年シーズンに創設されてから16シーズン目のタイ・ディヴィジョン1リーグである。大会名はスポンサーであるヤマハ発動機の名を冠し、ヤマハ・リーグ・ワン（タイ語: ยามาฮ่า ลีกวัน 1, 英語: Yamaha League One）。

## 概要
2013年シーズンは、昨年のタイ・プレミアリーグ2012の下位3チームが降格、リージョナルリーグ・ディヴィジョン2の上位4チームが昇格した。また、2年間の出場停止処分を受けていたナコーンパトム・ユナイテッドが復帰し、全18チームで争われる。
エアフォースAVIAが優勝した。エアフォースAVIA、2位のシンタールア、3位のPTTラヨーンはプレミアリーグ2014へ昇格する。17位のラヨーン、18位のラヨーン・ユナイテッドはディヴィジョン2へ降格する。
シンタールアのレアンドロが24得点で得点王に輝いた。年間最優秀監督にはエアフォースAVIAのNarasak Boonklengが選出された。

## 所属チーム（2013年シーズン）
| チーム                       | 場所                       | ホームスタジアム                     |
| ---------------------------- | -------------------------- | ------------------------------------ |
| シンタールア1                | バンコク                   | PATスタジアム                        |
| BBCU                         | バンコク                   | タイ・アーミー・スポーツ・スタジアム |
| TTMロッブリー2               | ロッブリー県               | ロッブリー・スタジアム               |
| シーラーチャー               | チョンブリー県             | スズキ・スタジアム                   |
| PTTラヨーン                  | ラヨーン県                 | PTTスタジアム                        |
| クラビー                     | クラビー県                 | クラビー・スタジアム                 |
| サイアム・ネイビー           | チョンブリー県             | サッタヒープ・ネイビー・スタジアム   |
| ナコーンラーチャシーマー     | ナコーンラーチャシーマー県 | 80th Birthday Stadium                |
| エアフォースAVIA3            | パトゥムターニー県         | Thupatemee Stadium                   |
| バンコク                     | バンコクトゥンクル区       | 72周年記念スタジアム                 |
| コーンケン                   | コーンケン県               | コーンケン・スタジアム               |
| サラブリー                   | サラブリー県               | サラブリー・スタジアム               |
| プーケット                   | プーケット県プーケット     | スラクル・スタジアム                 |
| ナコーンパトム・ユナイテッド | ナコーンパトム県           | ナコーンパトム・スタジアム           |
| アユタヤ                     | アユタヤ県アユタヤ         | アユタヤ・スタジアム                 |
| トラート                     | トラート県                 | トラート・スタジアム                 |
| ラヨーン                     | ラヨーン県                 | ラヨーン県セントラル・スタジアム     |
| ラヨーン・ユナイテッド       | ラヨーン県                 | Klaeng Stadium                       |

- 2012年シーズンの成績順。

### チーム名の変更
1 タイ・ポートFCは、シンタールアFCに変更した。

2 TTMチエンマイFCは、チエンマイ県からロッブリー県に移転し、TTMロッブリーFCに変更した。

3 エアフォース・ユナイテッドFCは、Group AVIAがスポンサーになり、エアフォースAVIA FCに変更した。

## 順位表
| 順位 | チーム                       | 試 | 勝 | 分 | 敗 | 得 | 失 | 差  | 勝点 | 備考                                    |
| ---- | ---------------------------- | -- | -- | -- | -- | -- | -- | --- | ---- | --------------------------------------- |
| 1    | エアフォースAVIA (C)         | 34 | 20 | 9  | 5  | 51 | 28 | +23 | 69   | タイ・プレミアリーグ2014昇格            |
| 2    | シンタールア                 | 34 | 20 | 5  | 9  | 61 | 40 | +21 | 65   | タイ・プレミアリーグ2014昇格            |
| 3    | PTTラヨーン                  | 34 | 17 | 13 | 4  | 44 | 27 | +17 | 64   | タイ・プレミアリーグ2014昇格            |
| 4    | バンコク                     | 34 | 18 | 8  | 8  | 69 | 54 | +15 | 62   |                                         |
| 5    | ナコーンラーチャシーマー     | 34 | 15 | 9  | 10 | 49 | 35 | +14 | 54   |                                         |
| 6    | サラブリー                   | 34 | 12 | 11 | 11 | 49 | 42 | +7  | 471  |                                         |
| 7    | トラート                     | 34 | 12 | 11 | 11 | 59 | 60 | -1  | 471  |                                         |
| 8    | アユタヤ                     | 34 | 11 | 11 | 12 | 40 | 41 | -1  | 44   |                                         |
| 9    | クラビー                     | 34 | 11 | 8  | 15 | 44 | 49 | -5  | 41   |                                         |
| 10   | サイアム・ネイビー           | 34 | 10 | 10 | 14 | 42 | 47 | -5  | 401  |                                         |
| 11   | BBCU                         | 34 | 9  | 13 | 12 | 33 | 45 | -12 | 401  |                                         |
| 12   | ナコーンパトム・ユナイテッド | 34 | 9  | 12 | 13 | 47 | 54 | -4  | 391  |                                         |
| 13   | プーケット                   | 34 | 8  | 15 | 11 | 36 | 42 | -6  | 391  |                                         |
| 14   | TTMロッブリー                | 34 | 9  | 11 | 14 | 36 | 46 | -10 | 38   |                                         |
| 15   | シーラーチャー               | 34 | 10 | 7  | 17 | 48 | 53 | -5  | 37   |                                         |
| 16   | コーンケン                   | 34 | 8  | 12 | 14 | 40 | 54 | -14 | 36   | KHO 3-2 RAY RAY 3-3 KHO                 |
| 17   | ラヨーン                     | 34 | 8  | 12 | 14 | 48 | 62 | -14 | 36   | リージョナルリーグ・ディヴィジョン2降格 |
| 18   | ラヨーン・ユナイテッド       | 34 | 6  | 9  | 19 | 37 | 57 | -20 | 27   | リージョナルリーグ・ディヴィジョン2降格 |

1 順位は得失点差による。

## 得点ランキング
| 順位 | 選手                                     | チーム                                  | 得点 |
| ---- | ---------------------------------------- | --------------------------------------- | ---- |
| 1    | レアンドロ（Leandro de Oliveira da Luz） | シンタールア                            | 24   |
| 2    | リー・タック                             | バンコク                                | 23   |
| 3    | Matias E.Recio                           | コーンケン                              | 19   |
| 4    | バルチ・テイシェイラ・ジュニオール       | ラヨーン・ユナイテッド (8) クラビー (9) | 17   |
| 5    | Kouassi Yao Hermann                      | エアフォースAVIA                        | 16   |
| 5    | Olof Hvidén-Watson                       | バンコク                                | 16   |
| 7    | 加藤友介                                 | ナコーンラーチャシーマー                | 15   |
| 7    | Berlin Ndebe-Nlome                       | シーラーチャー                          | 15   |
| 9    | Bernard Henry                            | サラブリー                              | 14   |
| 10   | Promphong Kransumrong                    | ナコーンラーチャシーマー                | 13   |

### ハットトリック
| 選手                               | チーム                   | 対戦相手           | 達成日         |
| ---------------------------------- | ------------------------ | ------------------ | -------------- |
| Pichet In-bang                     | BBCU                     | シーラーチャー     | 2013年3月9日   |
| バルチ・テイシェイラ・ジュニオール | ラヨーン・ユナイテッド   | ラヨーン           | 2013年4月7日   |
| Promphong Kransumrong              | ナコーンラーチャシーマー | サイアム・ネイビー | 2013年5月19日  |
| Olof Hvidén-Watson                 | バンコク                 | コーンケン         | 2013年5月29日  |
| Clovis-Franklin Anzité             | トラート                 | バンコク           | 2013年8月18日  |
| リー・タック                       | バンコク                 | サイアム・ネイビー | 2013年9月22日  |
| パトリック・ライヒェルト           | シンタールア             | TTMロッブリー      | 2013年10月20日 |

## 表彰
- 得点王（ゴールデンブーツ賞） :  レアンドロ[1] （シンタールア）
- 年間最優秀ゴールキーパー賞 :  ノグチピント・エリキソン[1] （PTTラヨーン）
- 年間最優秀ディフェンダー賞 :  Phaisan Pona[1] （PTTラヨーン）
- 年間最優秀ミッドフィールダー賞 :  サーラット・ユーイェン[1]  （ナコーンラーチャシーマー）
- 年間最優秀フォワード賞 :  リー・タック[1] （バンコク）
- 年間最優秀監督賞 :  Narasak Boonkleng[1] （エアフォースAVIA）

## タイ・プレミアリーグ
タイ・プレミアリーグ2013は、ブリーラム・ユナイテッドが優勝した。最下位のパタヤ・ユナイテッドは来シーズンのタイ・ディヴィジョン1リーグに降格する。

## リージョナルリーグ・ディヴィジョン2
リージョナルリーグ・ディヴィジョン2 2013は、ローイエット・ユナイテッドが優勝した。ローイエット・ユナイテッド、2位のチエンマイ、3位のピッサヌローク、4位のアーントーンは来シーズンのタイ・ディヴィジョン1リーグに昇格する。

## 2013年シーズン所属の日本人選手一覧
- 宇留野純 （エアフォースAVIA）
- 加藤友介 （ナコーンラーチャシーマー）
- 小井手翔太 （ナコーンラーチャシーマー）
- 小島聖矢 （サイアム・ネイビー）
- 東風淳 （シーラーチャー）
- 佐藤祐介 （プーケット）
- 田中輝和 （PTTラヨーン）
- 永坂勇人 （コーンケン）
- 中谷勇介 （コーンケン）
- 長野聡 （ナコーンラーチャシーマー）
- 中原彰吾 （コーンケン）
- ノグチピント・エリキソン （PTTラヨーン）
- 馬場悠企 （バンコク）
- 前田遼平 （ラヨーン・ユナイテッド）
- 村山祐介 （サラブリー）
- 和田翔太 （TTMロッブリー）